# Jonas Lie
Jonas Lie (Hokksund, 1833. november 6. – Fleskum, 1908. július 5.) norvég regényíró.  

## Életpályája
Édesapja járásbíró volt, akinek foglalkozásából kifolyólag a család egy ideig Tromsøben lakott. Először tengerésznek ment, de rövidlátó volta miatt ezt a pályát ott kellett hagynia. Az érettségit 1851-ben Krisztiánában tette le, és ugyanitt ügyvédi diplomát szerzett 1858-ban. Ezután ügyvédkedéssel foglalkozott 1868-ig. Mivel erdővásárlási, illetve vasútépítési részvényspekulációkba keveredett, hamarosan egymillió korona adósságot halmozott fel, ami az anyagi tönk szélére juttatta. Ezután dolgozott tanárként, titkárként, újságíróként is. 1874-től kezdődően egészen haláláig állami írói kegydíjban részesült. 1882-ben Párizsba költözött, ahol 1906-ig élt. Lakásán gyakorta találkoztak neves francia és északi írók, mint Georg Brandes, Jens Peter Jacobsen, August Strindberg és Victor Hugo.
Az egyik legnagyobb norvég költő, aki különösen kitűnt a hajósnép, halászok, norvég parasztok és kisvárosi polgárok típusainak meglepően hű és találó jellemzésével. Műveit egyaránt jellemzi a megfigyelés és gondolkozás érettsége és biztossága, az elbeszélés könnyedsége és élénksége, a szerkezet művésziessége. Lírai költeményei alig találtak méltánylásra, de mikor 37 éves korában kiadta Den fremsynte (A látnok, 1870) c. elbeszélését, a kritika és a közönség egyaránt nagy elismeréssel fogadta. Ebben a művében a miszticizmust a realitással elegyíti, és kitűnő alakokat elevenít meg a norvég falusi életből. E művének sikere megszerezte neki a norvég állam anyagi támogatását. Utána Rómába utazott, s itt írta A „Jövő” nevű háromárbocos hajó és A révész és felesége c. regényeit. Mesterműve, amely egyszerre híressé tette nevét, a Livsslaven c. regénye, melyet még ugyanazon évben (1883) a Familien paa Gilje követett. Barátja volt Bjørnsonnak, de később politikai okokból elhidegült tőle. 
Néhány regénye magyarul is megjelent. Életrajzát megírta Arne Garborg, Jonas Lie címmel (1893).

## Nevezetesebb művei
- Tremasteren Fremtiden (A háromárbocos)
- Fortallinger og skildringer fra Norge (Elbeszélések és rajzok Norvégiából, 1872)
- Lodsen og hans hustru (A hajókalauz és felesége, 1874)
- Rutland (1880)
- Livsslaven (Az élet rabszolgája, 1883)
- Familien paa Gilje (A giljei család, 1883)
- Onde magter (Sötét hatalmak, 1890)
- Naar sol gaar ned (Ha a nap leáldozik, 1895)